# Jean de Jullienne
Jean de Jullienne (Parigi, 1686 – 1766) è stato un collezionista d'arte francese.
Esperto di opere d'arte, raccolse 500 disegni di Antoine Watteau, ma la collezione finì dispersa dopo la sua morte.